# Kaplica Firlejów w Bejscach

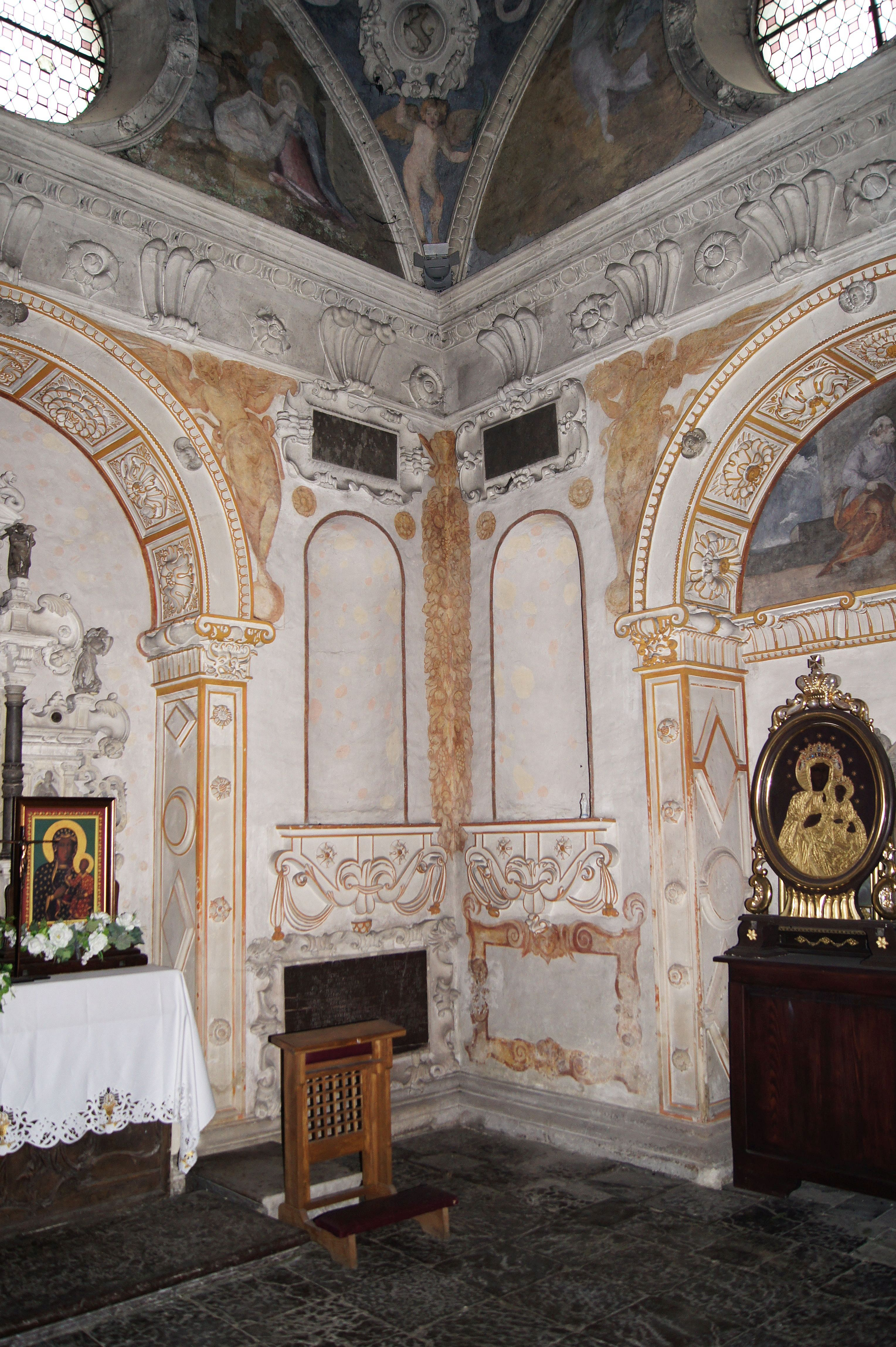

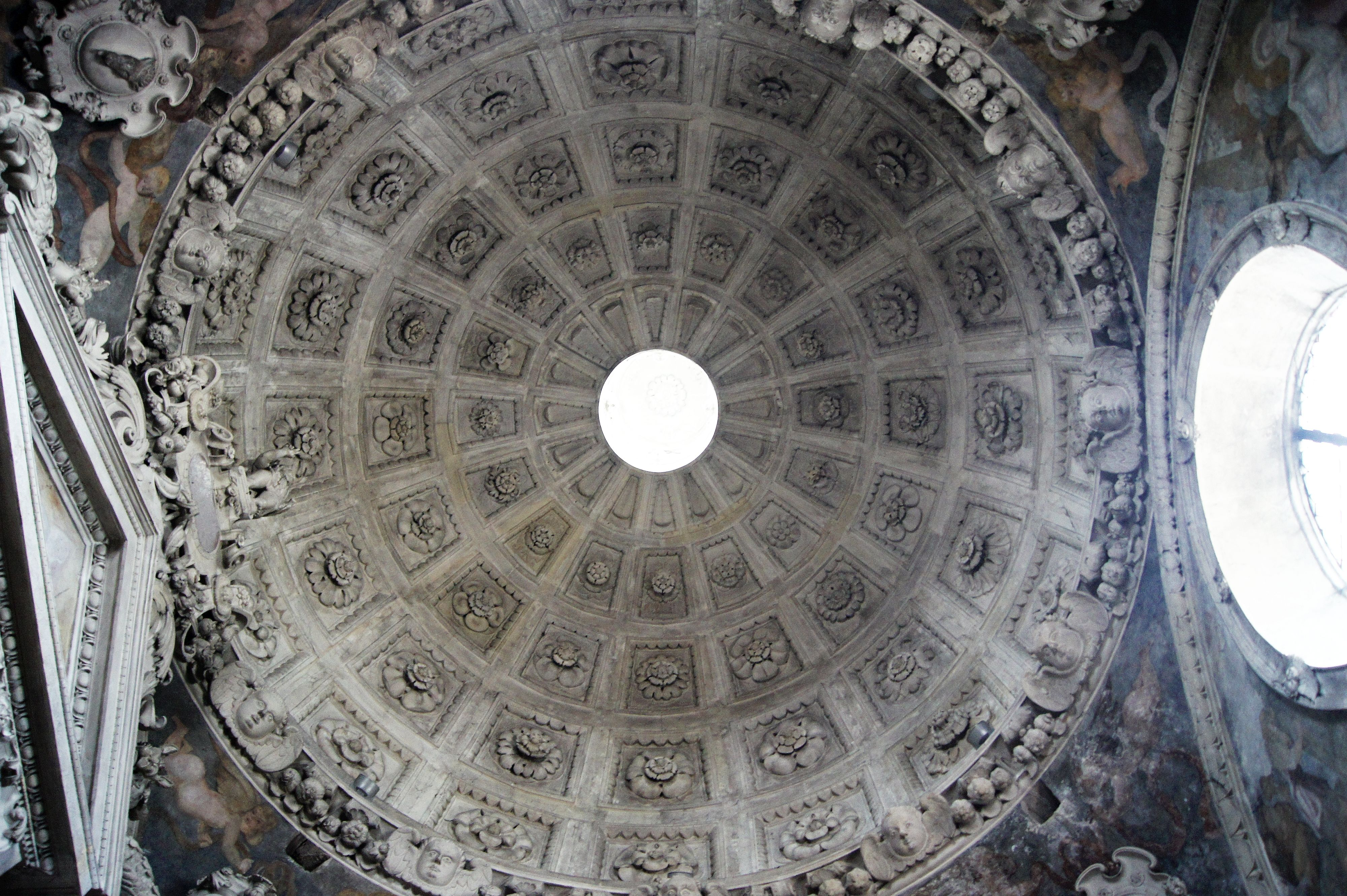
Podniebienie kopuły kaplicy Firlejów w Bejscach.

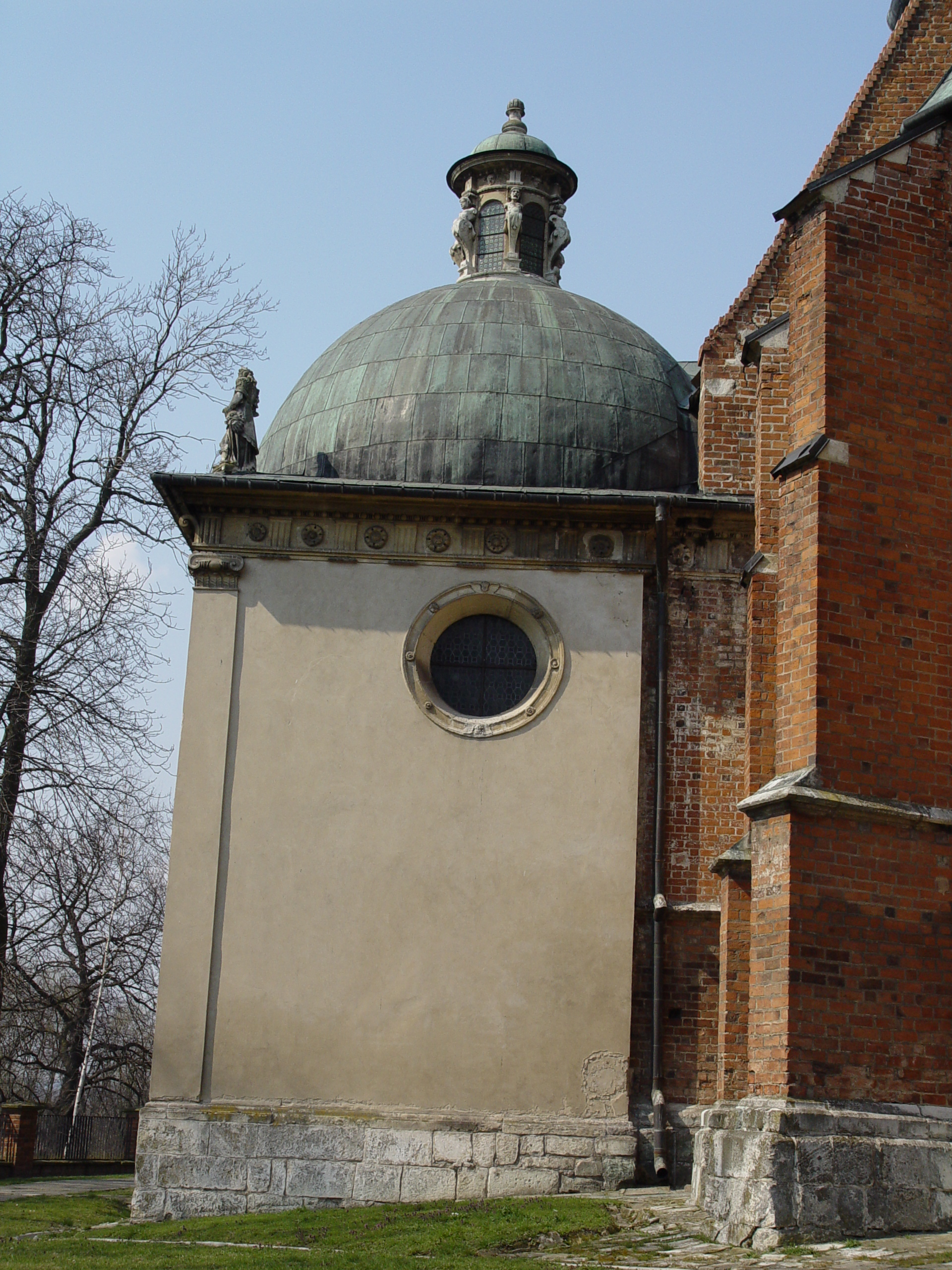
Zewnętrzna strona kaplicy Firlejów w Bejscach.

Kaplica Firlejów w Bejscach przybudowana została w latach 1594–1600 do gotyckiego kościoła św. Mikołaja w Bejscach. Dzięki swej architekturze i wystrojowi wnętrza oraz stanowi zachowania jest najcenniejszym zabytkiem „małej” architektury kultowej w okresie późnego renesansu w Polsce. Na linii rozwojowej rozpoczętej przez kaplicę Jagiellońską zajmuje miejsce zarówno wybitne, jak i odrębne. Kaplica w Bejscach jest dziełem, którego wnętrze stanowi wraz z nagrobkiem i ołtarzem integralną całość. Jej architektura jest kontynuacją wzoru jaki stworzyła kaplica zygmuntowska na Wawelu.

## Historia kaplicy
W 1593 r. zmarła żona wojewody krakowskiego Mikołaja Firleja. Hołdem złożonym zmarłej żonie było zamówienie nagrobka. Miał on być umieszczony w Bejscach, które były ulubioną siedzibą wojewody, ale już nie w prezbiterium kościoła, gdzie Firlej przed kilku laty ufundował nagrobek swej zmarłej siostrze Elżbiecie, lecz w osobnej kaplicy. W tej rodowej kaplicy Firlej zapragnął sam spocząć po śmierci, stąd zaprojektowany nagrobek upamiętniał jednocześnie osobę Firleja.
W 1600 r., kiedy umiera Firlej mauzoleum jest już całkowicie gotowe. 6 grudnia 1600 r. poświęcono znajdujący się w kaplicy ołtarz, gotowa była też chrzcielnica, kropielnica oraz portal z kruchty południowej do nawy wykazujący ścisłe związki z tymi dziełami. Doprowadzeniem do końca wszystkich fundacji zainicjowanych przez Mikołaja Firleja zajął się jego najmłodszy brat – Henryk Firlej (zm. 1626).

## Autorstwo kaplicy
Kwestia autorstwa kaplicy pozostaje nierozstrzygnięta. Analizując to zagadnienie liczni badacze zwrócili uwagę na podobieństwo bejsceńskiego założenia do zbudowanej we Włocławku kaplicy biskupa Jana Tarnowskiego, zwracając uwagę na zbliżoną formę i zastosowaną dekorację. Mając na uwadze to podobieństwo, a także inskrypcję obecną w dziele włocławskim, kaplicę Firlejów przypisywano warsztatowi Świętków, przede wszystkim Matysowi (Maciejowi) Świętkowi  . Ze względu na niejednoznaczną atrybucję kaplicy Tarnowskiego, którą próbowano przypisywać również pińczowskiemu kamieniarzowi Tomaszowi Niklowi, a także podobieństwo detalu zastosowanego w Bejscach do realizacji z kręgu Santi Gucciego, niektórzy naukowcy uważają Nikla za głównego realizatora bejsceńskiej budowli.

## Opis kaplicy

### Zewnętrze kaplicy
Z bogactwem wystroju wnętrza kontrastuje w widoku zewnętrznym prostota układu przestrzennego, na który składa się sześcian z nałożoną półkulą kopuły zwieńczonej latarnią. Ale i w obrębie tego układu zsunięte ku górze partie dekoracji architektoniczno – rzeźbiarskiej (obramienie okna, jońskie głowice narożnych pilastrów, fryz z tryglifów i rozet, rzeźby u nasady kopuły, oprawa latarni) przeciwstawione zostają gładkiej powierzchni ściany w partii dolnej. Mamy tu jedną z dość licznych wersji układów pochodnych od sztuki Gucciego.
Tynkowane ściany zewnętrzne, lekko pochylone dla uzyskania efektu strzelistości, ujęte zostały ramą kamiennego, mieszanego porządku: cokołu, narożnych jońskich pilastrów i doryckiego belkowania.

### Wnętrze Kaplicy
Wewnątrz z trójprzelotowego łuku triumfalnego zastosowano do rozczłonkowania ścian, opuszczając konstrukcyjny szkielet wielkich pilastrów, jedynie wyizolowane elementy: arkadowe wnęki środkowe, ujmujące je konchowe nisze i zawieszone nad nimi belkowanie pozbawione architrawu – przerwane na odmiennie potraktowanej ścianie zachodniej przez zajmujący je prawie w całości nagrobek.
Obramienia arkad stały się przez to jedynym właściwie elementem pionowej artykulacji. Nisze pozbawione obramień niby wsparte na dekoracyjnych konsolach i zwieńczone ozdobnymi tablicami, nie podporządkowane nadrzędnemu układowi znalazły się tak wysoko, że głowice podtrzymujące archiwolty wnęk środkowych wypadają na połowie ich wysokości. Plastyczne obramienia wnęk z rozetami na trzonach pilastrów i kasetonowych podłuczach oraz maskami na jońskich głowicach, rzeźbione ramy tablic i podwieszone pod konsolami draperie, wypukłe rozety i trójlistne palmety na fryzie kontrastują z płaszczyznami ścian dziś nagich, a pierwotnie pokrytych barwną polichromią.

### Dekoracja rzeźbiarska
W słabo oświetlonym i dość ciasnym wnętrzu kaplicy, podporządkowanym fantazyjnym, pełnym ekspresji kształtom pnącego się wysoko w górę nagrobka, rolę główną pełni nie tyle struktura układu, ale nagromadzenie w oryginalnych zestawach plastyczne formy rzeźbiarskiej dekoracji. Większość jej motywów znamy z innych produktów kamieniarki krakowsko – pińczowskiej. Niektóre występują u Gucciego, lecz nigdzie nie spotykamy ich w takim zestawieniu, a mięsisty, światłocieniowy sposób opracowania odróżnia je od bardziej suchego, linearnego i wyrafinowanego kierunku gucciowskiego.
Niektóre elementy tej dekoracji zdają się nie posiadać żadnych współczesnych analogii – jak owe trójlistne palmety fryzu, jak gzyms podkopułowy złożony na przemian z główek puttów i wiązek makówek na tle rollwerków, czy wreszcie najbardziej może oryginalny fragment – ażurowa bramka kamienna, która zastąpiła metalową kratę.

## Nagrobek Firlejów w Bejscach
Nagrobek Firlejów w Bejscach osiągnął ostateczną granicę przepychu dekoracyjnego w późnorenesansowej rzeźbie polskiej. Zmarli, Mikołaj Firlej i jego żona oraz siostra Elżbieta z Ligęzów zostali przedstawieni w pozie klęczącej po obu stronach krucyfiksu na sarkofagu w oprawie architektonicznej wieloczłonowej, lecz łatwo czytelnej.
Nagrobek w Bejscach stał się sumą manierystycznych dążeń do efektów wizualnych, poza które już nie można było wyjść. Podkreślić należy wielką sugestywność tego dzieła, mającego pod tym względem niezbyt wiele sobie równych, nawet w całej sztuce europejskiego renesansu.

## Ołtarz
Dzieło to powstało na pewno w tym samym czasie co nagrobek i mieści się w tych samych kategoriach stylowych. Ołtarz odznacza się wysokim poziomem technicznym wykonania.
Pewien ogólny schemat kompozycyjny nagrobka i ołtarza jest wspólny. Chodzi tu przede wszystkim o zastosowanie motywu o kształcie aediculum, choć jego duże formy w przypadku nagrobka dają inne wrażenie niż w ołtarzu, gdzie małe aediculum ma wyraźnie charakter zwieńczenia. W bardzo bujnej dekoracji ołtarza nie została zagubiona jego architektura a to dzięki widocznemu zaakcentowaniu osi głównej oraz umiejętnemu wydobyciu członów architektury.

### Dekoracja ołtarza
Mimo braku w ołtarzu w Bejscach elementów zoomorficznych, występujące w nim w znacznej przewadze, obok roślinnych, motywy geometryczne i okuciowe oraz „metalowy” ich charakter wiążą ten obiekt silniej niż nagrobek w Bejscach z zasięgiem sztuki północnej. Szczególnie wiele bliskich motywów spotkać można w twórczości Cornelisa Florisa.